# Большой тукан
Большо́й тука́н, или перцеяд токо (лат. Ramphastos toco) — вид птиц из семейства тукановых. Крупнейший и наиболее известный представитель семейства. Распространён в большой части Южной Америки.

## Ареал
Большие туканы распространены во влажных тропических лесах Южной Америки до высоты 1750 метров. Встречаются на севере и востоке Боливии, крайнем юго-востоке Перу, в восточной и центральной частях Парагвая, в южной и восточной частях Бразилии, на самом севере Аргентины. Небольшие популяции также встречаются вдоль южной Амазонки и севернее Бразилии на побережье.

## Описание

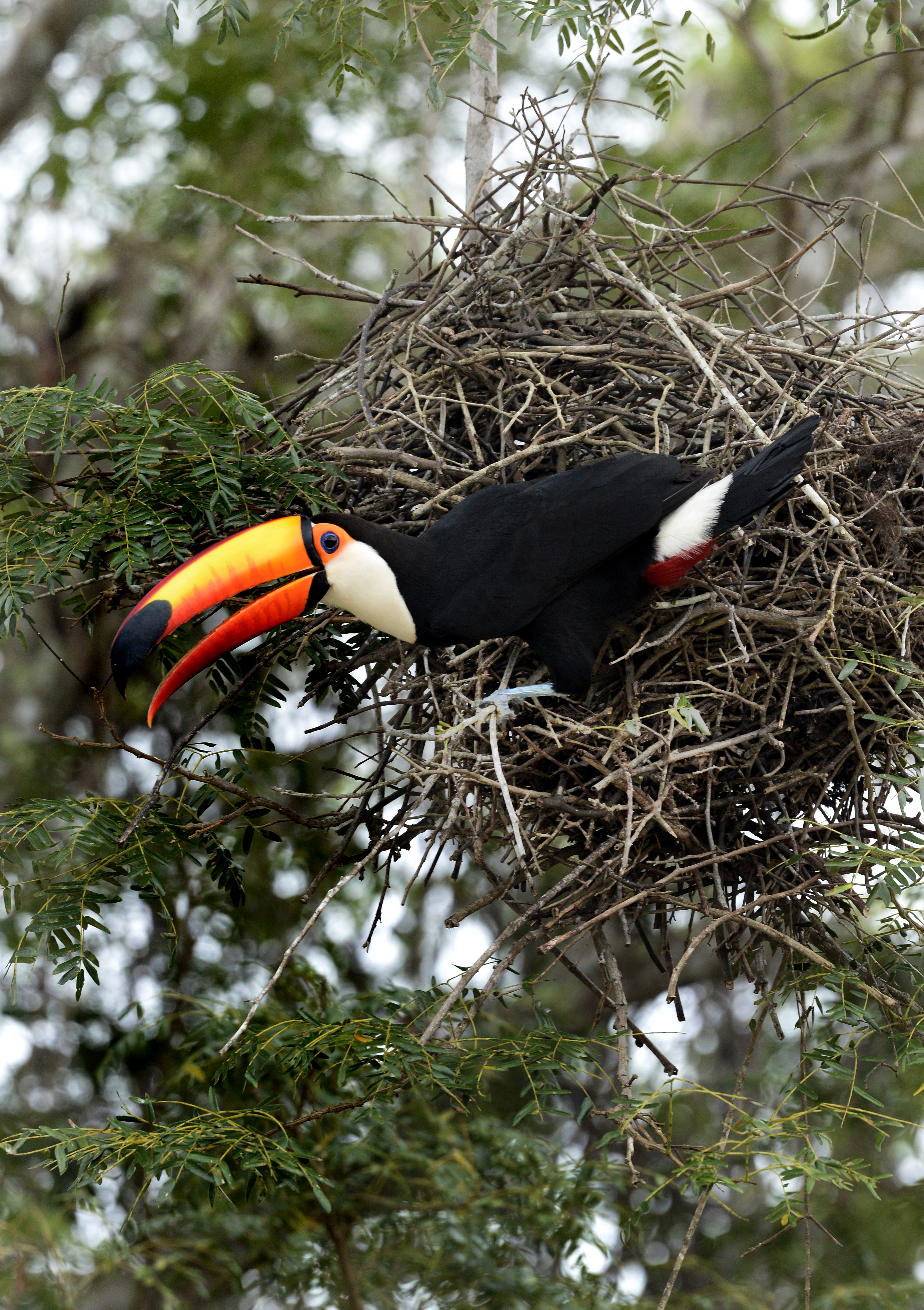
Большой тукан

Тело большого тукана черное, воротник, грудь и верхняя часть хвоста белые, нижняя часть хвоста красная. Вокруг глаза тонкая голубая кожа, она окружена оранжевой, более грубой. У большого тукана очень большой желто-оранжевый клюв с красной частью сверху и черным пятном на конце. Длина клюва 15,8—23 см. Он выглядит тяжелым, но, как и у других туканов, он полый. Язык у этого вида почти такой же длинный, как и клюв, и очень плоский. Длина большого тукана 55—65 см.  Вес самцов от 640 до 860 г, самок от 500 до 700 г, таким образом он является самым большим представителем семейства туканов и самым большим дятлообразным. Самцы большого тукана больше самок, в остальном по внешнему виду они не отличаются. У молодых птиц более бледный и короткий клюв, чем у взрослых. Голос этих туканов каркающий, с частым повтором. Иногда громко издают щелкающий призывный звук клювом.

## Образ жизни
В неволе известны случаи поедания более слабых особей своего вида. Длинный клюв используется большими туканами для добычи пищи в труднодоступных местах, а также для очищения кожуры фруктов и отпугивания хищников. Обычно обитают парами или небольшими группами. В полёте чередуют быстрые резкие взмахи крыльев с неспешным планированием. Размножаются сезонно, но в разное время в зависимости от региона.

## Размножение
Эти птицы образуют постоянные моногамные пары. Сезон размножения зависит от района обитания. Так, в северных частях ареала он проходит с сентября по январь, в южных — с октября по февраль. Гнездо обычно размещается на высоком дереве (20—30 метров над землёй), состоит из дупла, хотя бы часть которого делается самими птицами-родителями. Имелись случаи гнездования в ямах на берегах и в термитниках. Большие туканы размножаются раз в год. Самка откладывает обычно от 2 до 4 яиц через несколько дней после спаривания. Яйца насиживаются как самкой, так и самцом, птенцы вылупляются после 17—18 дней. Птенцов кормят фруктами и насекомыми. Птицы активно защищают себя и своё потомство.

## Питание
Большие туканы питаются фруктами (маракуйей и фигами), срывая их с деревьев. Также употребляют в пищу насекомых, лягушек, рептилий, яйца и птенцов других птиц.

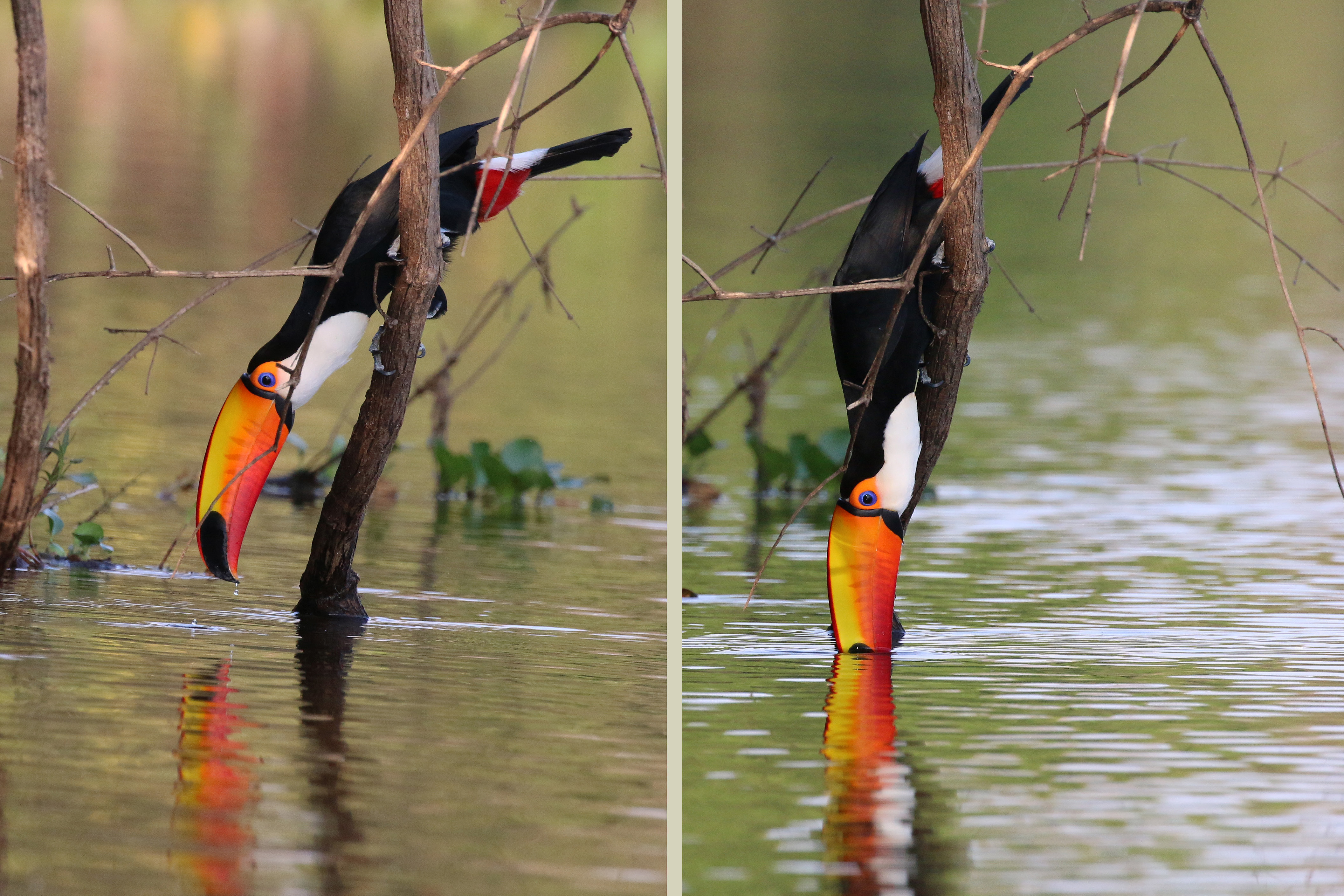
Большой тукан пьёт воду. Пантанал, Бразилия.
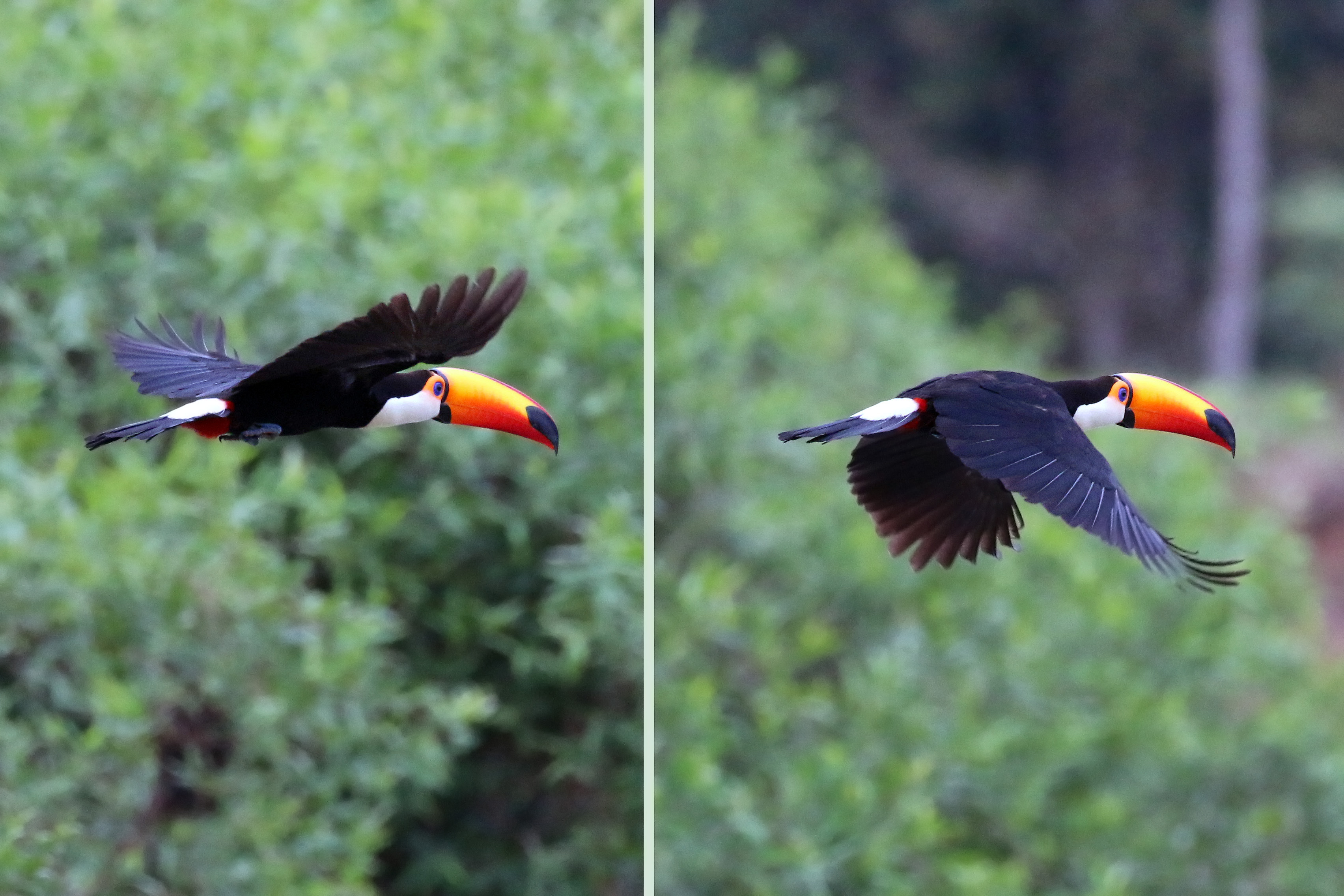
Птица в полёте. Пантанал, Бразилия.

## Содержание в неволе
Большие туканы легко приручаются и хорошо переносят неволю. В неволе они могут питаться практически любой пищей, поэтому с содержанием их в зоопарках особых проблем обычно не возникает. В природных условиях они живут в среднем около 12 лет, а при хорошем уходе доживают до 15 лет.

## В искусстве
В 2011 году в мультфильме «Рио» был персонаж-тукан по имени Рафаэль (Rafael). Озвучен Джорджем Лопесом.

## Галерея

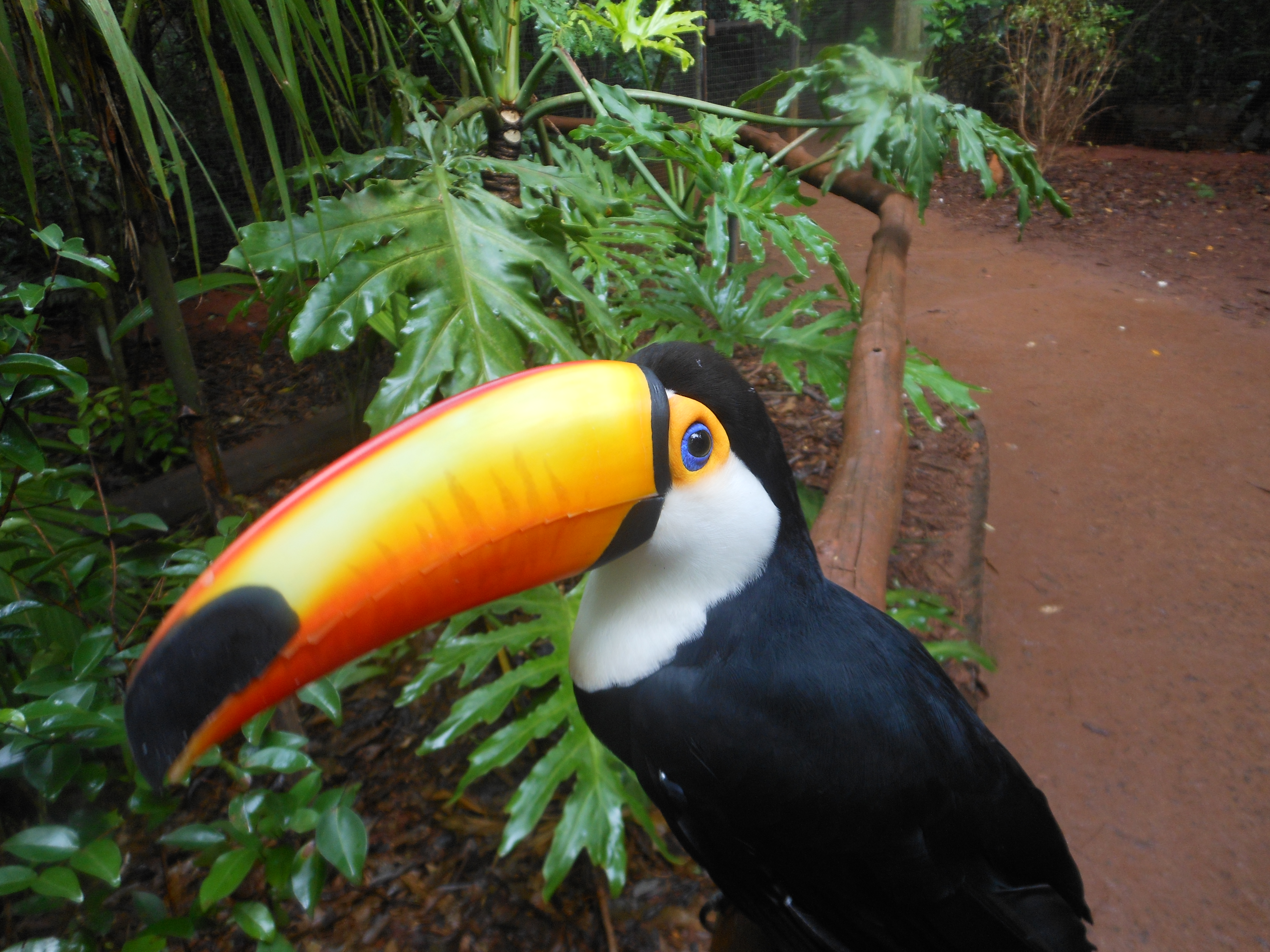
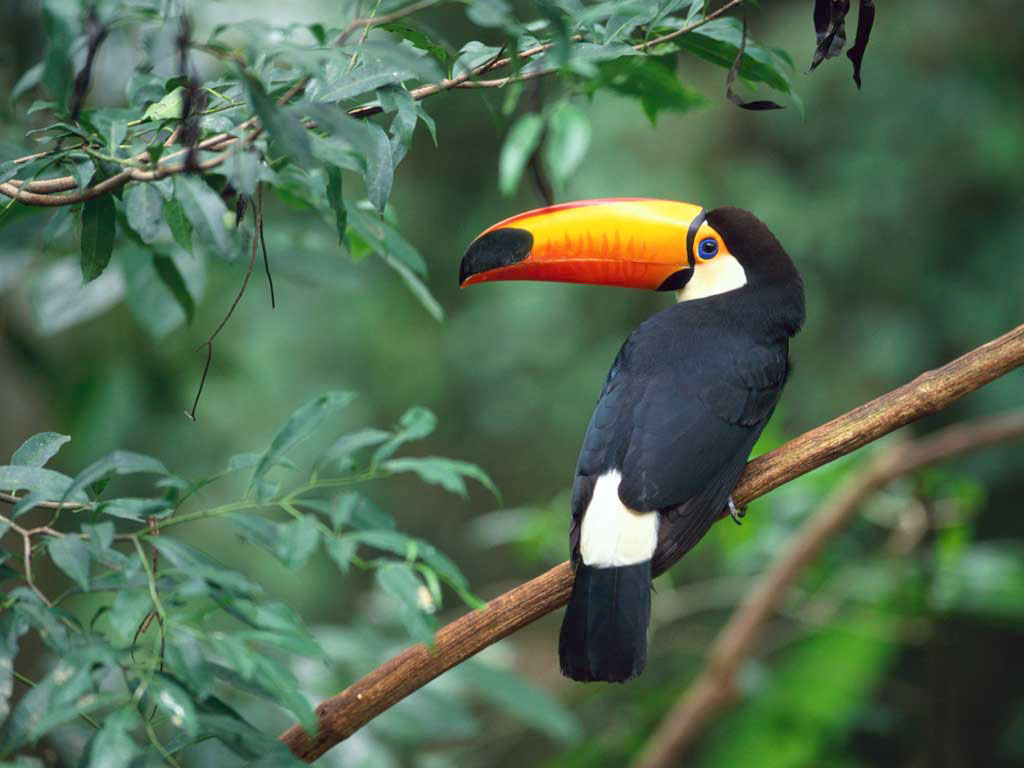
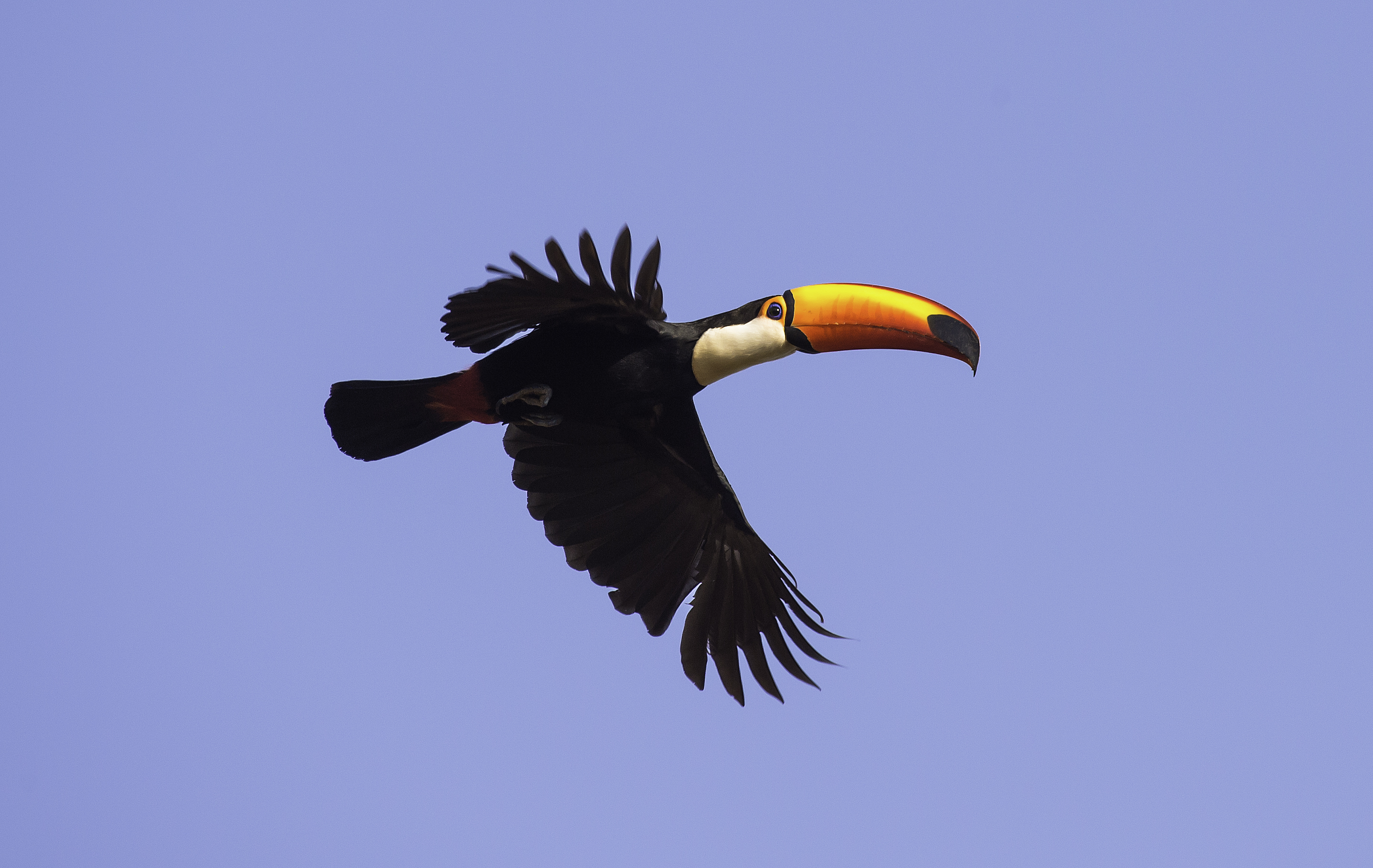
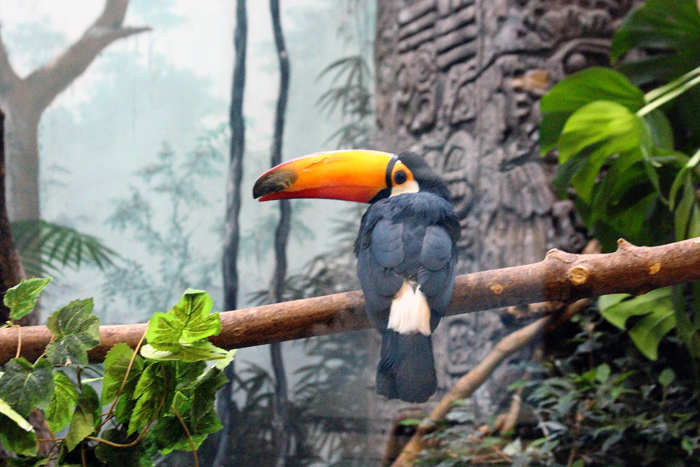
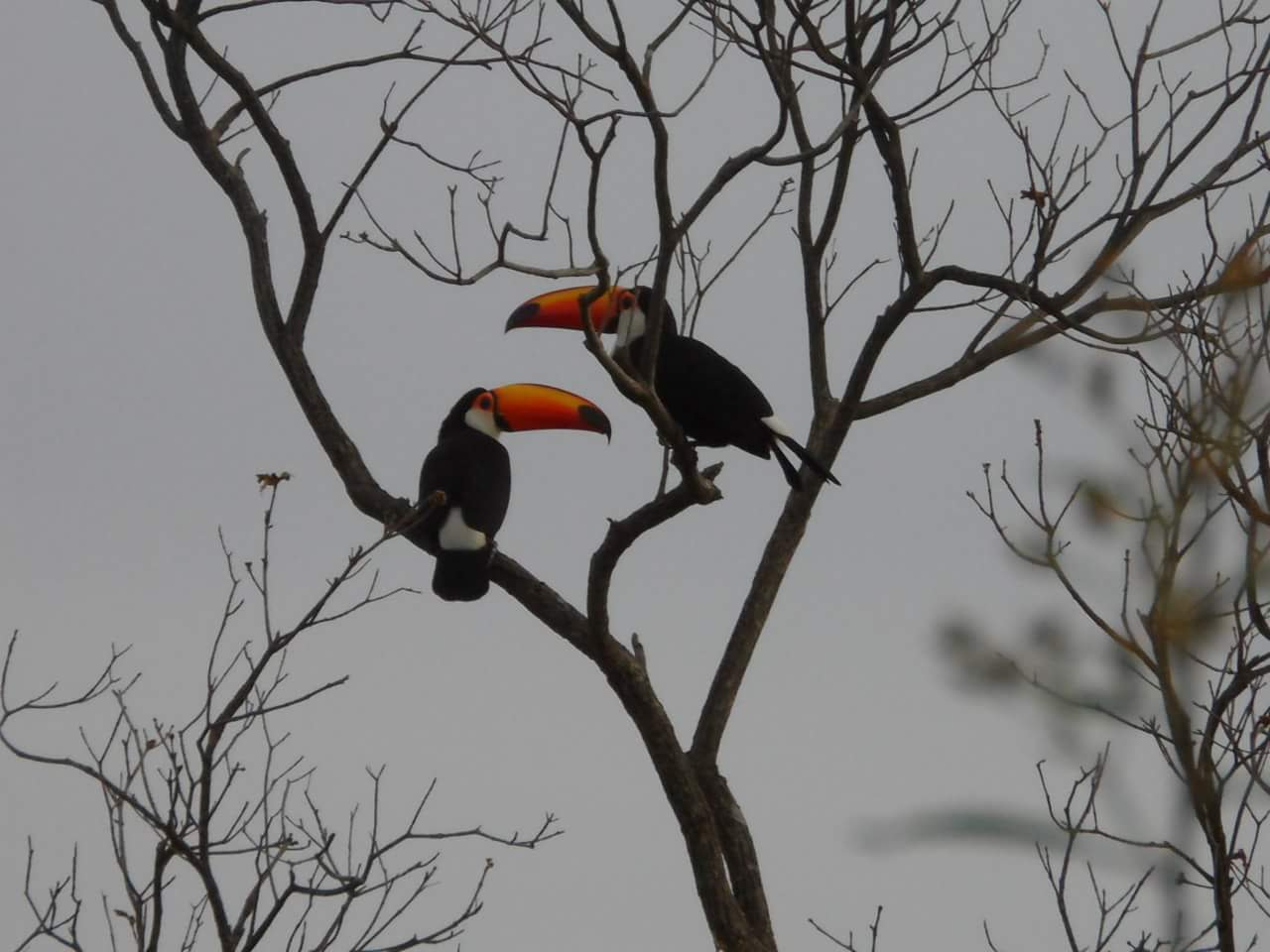